# Jørn Bro
Jørn Christoffersen Bro (født 21. november 1935 i Hjørring, død 12. juni 2023) var en dansk politimester i Glostrup fra 1990 til november 2005.
Han var tidligere operationschef for PET og efter ansættelsen som politimester chef for Politiskolen.
Jørn Bro var kommandør af Dannebrogordenen.
Han var søn af borgmester Knud Bro og Emma født Fledelius.

## Ekstern henvisning
- Teknologirådets ekspertdatabase Arkiveret 26. november 2008 hos  Wayback Machine